# Madeleine de Schwarzbourg-Rudolstadt
Madeleine de Schwarzbourg-Rudolstadt (en allemand Magdalene von Schwarzburg-Rudolstadt) est née à Rudolstadt (comté de Schwarzbourg) le 12 avril 1580 et meurt à Gera le 22 avril 1652. Elle est une noble allemande, fille du comte Albert VII de Schwarzbourg-Rudolstadt (1537-1605) et de Julienne de Nassau-Dillenbourg (1546-1588). 

## Mariage et descendance
En 1597 elle se marie avec le comte Henri II de Reuss-Gera (1572-1635), fils d'Henri XVI (1530–1572) et de Dorothée de Solms-Laubach (1547–1595). De ce mariage naissent:
- - Julienne Marie (1er février 1598 - 4 janvier 1650), mariée en 1614 à David de Mansfeld-Schraplau.
- Henri Ier (21 février 1599 - 27 juillet 1599)
- Agnès (17 avril 1600 - 1er février 1642), mariée en 1627 à Ernest Louis de Mansfeld-Heldrungen.
- Élisabeth Madeleine (8 mai 1601 - 4 avril 1641).
- Henri II (14 août 1602 - 28 mai 1670), Seigneur de Gera et Saalburg.
- Henri III (31 octobre 1603 - 12 juillet 1640), Seigneur de Schleiz.
- Henri IV (21 décembre 1604 - 3 novembre 1628).
- Henry V (3 novembre 1606 - 3/7 novembre 1606), jumeau avec Henry VI.
- Henry VI (3 novembre 1606 - 3/7 novembre 1606), jumeau avec Henry V.
- Sophie Hedwige (24 février 1608 - 22 janvier 1653).
- Dorothée Sibylle (7 octobre 1609 - 25 novembre 1631), mariée en 1627 à Christian Schenk de Tautenbourg.
- Henry VII (15 octobre 1610 - 24 juillet 1611).
- Henry VIII (19 juin 1613 - 24 septembre 1613).
- Anne Catherine (24 mars 1615 - 16 février 1682).
- Henry IX (22 mai 1616 - 9 janvier 1666), Seigneur de Schleiz.
- Ernestine (19 mars 1618 - 23 février 1650), mariée en 1639 à Otto Albert de Schönbourg-Hartenstein.
- Henry X (9 septembre 1621 - 25 janvier 1671), Seigneur de Lobenstein et Ebersdorf.